# Női 3 méteres szinkronugrás a 2016-os úszó-Európa-bajnokságon
A 2016-os úszó-Európa-bajnokságon a műugrás női szinkron 3 méteres versenyszámának fináléját május 15-én rendezték meg, késő délután a London Aquatics Centreben.

## Versenynaptár
Az időpontok helyi idő szerint olvashatóak (GMT +00:00).
| Dátum                     | Időpont | Forduló |
| ------------------------- | ------- | ------- |
| 2016. május 15., vasárnap | 17:13   | Döntő   |

## Eredmény
| # | Versenyző                                 | Ország                   | Pontok |
| - | ----------------------------------------- | ------------------------ | ------ |
|   | Tania Cagnotto / Francesca Dallapé        | Olaszország (ITA)        | 327,81 |
|   | Alicia Blagg / Rebecca Gallantree         | Egyesült Királyság (GBR) | 319,32 |
|   | Nagyezsda Bazsina / Krisztina Ilinih      | Oroszország (RUS)        | 304,20 |
| 4 | Inge Jansen / Uschi Freitag               | Hollandia (NED)          | 293,70 |
| 5 | Tina Punzel / Nora Subschinsk             | Németország (GER)        | 292,17 |
| 6 | Anasztaszija Negyobiga / Viktorija Keszar | Ukrajna (UKR)            | 289,23 |
| 7 | Vivian Barth / Madeline Coquoz            | Svájc (SUI)              | 257,58 |
| 8 | Iira Laatunen / Taina Karvonen            | Finnország (FIN)         | 241,41 |